# Guillaume Dietrich
Guillaume Dietrich, né le 24 janvier 1983 à Trèves en Allemagne, est un pilote français de course de motos. Il est pilote dans sa propre structure GD performance sur BMW.
Passionné d'immobilier, il aspire a se reconvertir dans ce domaine.
Aujourd'hui, il vit à Olivet dans le Loiret.

## Palmarès
- 2010 : Vainqueur du Bol d'Or, 13e du championnat de France Superbike (blessure)
- 2009 : 3e des 24 Heures du Mans, 5e du championnat de France Superbike (blessure)
- 2008 : Vainqueur des 24 heures du Mans moto - Suzuki GSX-R 1000 - (Suzuki Endurance Racing Team) - (William Costes / Barry Veneman) et champion de France superbike
- 2007 : Vainqueur des 24 heures du Mans moto et champion de France superbike
- 2006 : Champion de France Stocksport (2 victoires au scratch).
- 2005 : Champion de France Stocksport, 3e aux 24 heures du Mans moto et au Bol d'or.
- 2004 : Vice-champion de France Stocksport, vainqueur du Master Of Endurance (4e aux 24 heures du Mans moto et au Bol d'Or).
- 2003 : 10e aux 24 heures du Mans moto.
- 2002 : 4e du Championnat de France Stocksport, 2e aux 24 heures de SPA.
- 2001 : 3e du Championnat de France Open 250 avec l'Équipe de France.
- 2000 : Vainqueur de l'Aprilia Cup 250 (7 victoires sur 7) et vainqueur de la Coupe de France Promosport 250 (6 victoires sur 7), sélectionné en Équipe de France Espoir.
- 1999 : Vainqueur de l'Aprilia Cup 125 avec 2 victoires.
- 1998 : Saison complète en Junior Cup 125.
- 1997 : Débuts en compétition avec son frère Alexandre en Junior Cup sur des Honda CG 125.

## Site externe
Site officiel